# Giersleben
Giersleben è un comune di 944 abitanti situato nel land della Sassonia-Anhalt, in Germania.
Appartiene al circondario (Landkreis) del Salzland e fa parte della comunità amministrativa Saale-Wipper.